# Історія Тернополя (хронологія)

## Період Речі Посполитої
- 1540 — 15 квітня — перша письмова згадка про Тернопіль. Документи засвідчують, що король дав право магнату Янові Амору Тарновському на пустинному місці, званому Сопільче (Топільче), спорудити оборонний замок для захисту від частих нападів ординців. Дідичним війтом міста призначався галицький войський Якуб Будзановський.
- 1540—1548 — споруджено Старий замок (у 1575, 1589, 1672 роках замок зазнав серйозних руйнувань під час нападів турків і татар, а 1690 року був в суцільних руїнах). Замок будували 8 років. Були зведені кам'яні стіни, насипано земляні вали з дерев'яним частоколом.
- 1540—1672 — споруджена церква Воздвиження Чесного Хреста («Надставна»).
- 1544 — татари вчинили першу спробу нападу на місто.
- 1548, 20 січня — місту надано магдебурзьке право, згідно з яким дозволялися три ярмарки на рік (у червні, вересні і січні) і щотижневі торги.
- 1548 — Ян Амор Тарновський отримав дозвіл на утворення ставу над берегом Серету біля села Кутківці. Місто звільнилось від сплати мита на 20 років, а від податків і повинностей — на 15.
- 1550, вересень — король Сигізмунд II Август видав грамоту, за якою купці із Галичини, Коломиї, Коропця, які їхали до Крем'янця або в інше місто Волині, обов'язково мали проїжджати через Тернопіль, і «від кожного возу» сплатити плату на розвиток міста. Місто мало лавників, новозбудовані мури.
- 1556 — дозволено створювати в місті власні склади для зберігання товарів і прикарпатської солі. Тернопіль став значним торговим центром.
- 1569 — Лука з Тернополя здійснив переклад Біблії українською народною мовою на основі видань Франциска Скорини.
- 1605 — напад на місто.
- 1608 — 1709 — збудована церква Різдва Христового («Середня»).
- 1614 — перша сутичка між королівськими військами і польськими жовнірами.
- 1621 — друга сутичка, яка знову була жорстоко придушена шляхтою.
- 1621 — напад на місто.
- 1626 — напад на місто татар; відсіччю командував Стефан Хмелецький з 800-ма вояками гетьмана Станіслава Конєцпольського.
- 1633 — третя, остання, сутичка між жовнірами і військами.
- 1636 — збудовано дерев'яний храм «Монастирська» церква Успіння Пресвятої Богородиці.
- 1672 — місто зазнало особливого спустошення, коли турецьке військо Ібрагіма Шишмана-паші, прямуючи на Львів, несподівано пішло до Тернополя. Було спалено замок, костел, зруйновано сторожові вежі, греблю, розібрано кам'яні мури навколо замку, спущено воду зі ставу; 270 із 420 будинків знищено, забрано всі запаси продовольства, зброї, військового спорядження.
- 1724 — місто отримує право на проведення 29 липня ярмарку святої Ганни.
- 1742 — коронний гетьман Юзеф Потоцький 1742 року купив місто у князя Михайла Казимира Радзивілла «Рибоньки», який йому заповіла Марія Кароліна Собеська.[1]
- 1749–1779 — збудований Домініканський костел (тепер Собор Непорочного Зачаття Пресвятої Богородиці УГКЦ; архітектор Август Мошинський).

## Австрійський період
- 1772–1809 — після прилучення Галичини до Австрійських володінь, Тернопіль проголошується одним із округових міст Королівства Галичини і Лодомерії.
- 1786 — Австрійська влада почала будувати першу дорогу з твердим покриттям зі Львова на схід через Золочів, Зборів, і далі на південь від давнього Кучманського шляху через Тернопіль.
- 1797 — графом А. Пасареллі (повітовий окружний інженер) складено план міста Тернополя.
- 1809 — протягом цього року Тернопільщина чотири рази переходила з рук в руки: спочатку австрійське правління, потім французько-галицьке військо; з 20 червня австрійська влада — 7 днів; з 28 червня по 14 грудня було встановлене російське та австрійське цивільне управління. За Шенбрунським договором частина Східної Галичини переходить до Росії.
- 1809, 14 жовтня — 1815 — місто стає центром новоутвореної адміністративно-територіальної одиниці Російської імперії.
- 1810, 14 серпня — за указом Олександра I Тернопільщину називають «Тернопільським краєм».
- 1812 — коли була війна Росії з Наполеоном на допомогу вирушило 5200 їздових з фірами, пішло понад 2200 юнаків.
- 1812 — Й. Перль засновує першу єврейську друкарню, де друкували релігійну літературу, календарі з переліком свят всіх віросповідань.
- 1813 — зведено нову синагогу (на цьому місці у 1957 році спорудили корпус медичної академії).
- 1815, 6 червня — територія «Тернопільського краю» повернена Австрійській імперії.
- 1820, 20 листопада — засновано гімназію оо. єзуїтів,[2] від якої згодом відгалужуються ще дві: у 1898 році українська державна гімназія, а в 1906 році друга польська гімназія. У 1920-х роках вищу реальну школу реорганізовано у гімназію з математично-природничим ухилом.
- 1836 — Тернопіль отримує право на 12 ярмарків у рік.
- 1841 — у місті були головні гуртовні меду, патоки.
- 1843, 15 лютого — підписано контракт купівлі міста від його останнього власника Тадеуша Туркулла. Міщанам це обійшлося у 175000 флоринів сріблом.
- 1844, 12 грудня — цісар Фердинанд I надав Тернополю титул вільного королівського міста і підтвердив герб, пов'язаний із так званою «Лелівою» Тарновських.
- 1848 — під час Весни народів припинила діяльність Гімназія єзуїтів[2]
- 1849 — почала діяльність світська гімназія з викладанням німецькою мовою.[2]
- 1849 — в Тернополі мешкало 16167 осіб, з них 3484 українців, 9632 євреїв, 3032 поляків.
- 1851, 31 січня — митрополит Михайло Левицький добився появи цісарського вердикту, на основі якого у державних гімназіях у Львові, Самборі, Перемишлі, Станіславові, Тернополі і Бережанах ввели викладання релігії українською мовою.[3]
- 1851 — веде відлік свого існування теперішній пивзавод.
- 1858 — у Тернополі проживало 17 000 осіб.
- 1861 — закладено парк на малозаселеній околиці, тепер його назва «Старий Парк» (тоді називався «міський», або «Новий»).
- 1865, весна — гастролі «Руського народного театру» Омеляна Бачинського.[4]
- 1867–1918 — із перетворенням Австрійської імперії на дуалістичну Австро-Угорщину Тернопільщина входить до складу «Галицького намісництва» із центром у Львові.
- 1870 — грудень — відкрито державну залізницю із Золочева до Тернополя, тоді ж збудовано перший вокзал, його назвали «двірець». До кінця XIX століття завершується будівництво залізничних ліній Тернопіль—Микулинці—Копичинці, та Тернопіль—Бережани—Підгайці—Галич. У цей же час вмощуються шляхи між Тернополем і Теребовлею, Збаражем, Бродами, Підволочиськом, Бережанами, Заложцями (нині Залізці). Це сприяє пожвавленню торгівлі, будівництву нових підприємств. Так, вступають в дію фабрика сиру, електростанція, друкарня. Помітно зростає і кількість населення. Але місто мало непривабливий вигляд. Лише дві центральні вулиці — Львівська і Міцкевича — були міського типу, решта 80 — вузькі, без твердого покриття, завалені сміттям. В місті було староство, суд, фінансова дирекція, цеховий уряд мір і ваг, пошта, телеграф, повітова рада, кредитно-банківські установи, філія Галицької ощадної каси.
- 1871, 1 вересня — відкрита чоловіча учительська семінарія.
- 1872, 1 вересня — магістрат переїхав до приміщення кінної пошти
- 1873 — починає діяти нова постанова, прийнята Сеймом, про обов'язкове безкоштовне навчання дітей 6—12 річного віку.
- 1876, 29 квітня — зареєстрована Тернопільська добровільна пожежна охорона.
- 1878 — громадським діячем О. Барвінським відкрито філію товариства «Просвіта», яка видавала книжки з історії України, мала бібліотеку і книгарню для українського населення, організували концерти та етнічні вистави.
- 1878 — збудовано дерев'яний будинок для убогих (знищений у I світову війну).
- 1884 — у Тернополі утворилося «Рибальське товариство», яке порушувало питання розвитку ставкового рибного господарства.
- 1885, 2 серпня — відбувся концерт пам'яті Миколи Костомарова.[5]
- 1885, грудень — зеареєстроване польське товариство «Сокул»[6]
- 1885 — створено організацію польського товариства «Сокул»[7]
- 1890 — опрацьовано статут казинового товариства «Міщанське братство»
- 1892 — формується міський сквер, одне з улюблених місць відпочинку тернополян.
- 1894, 1 травня — понад 300 робітників вийшли на площу Собеського (нині — Майдан Волі) і провели мітинг.
- 1895, 27 листопада — із залізничної станції «Тернопіль» вирушили перші ешелони з тернопільськими емігрантами.
- 1896 — будівельники, які працювали на споруджені гімназії, скотобойні, електростанції, застрайкували, вимагаючи підвищення зарплати, скорочення на одну годину тривалості робочого дня. Цей виступ закінчився перемогою.
- 1897 — почалася електрифікація міста (міська електростанція знаходилась на теперішній вулиці Богдана Хмельницького).
- 1897 — побудовано пам'ятник Адамові Міцкевичу.
- 1897, 2 січня — вступає в дію телефонна станція, що налічувала 41 абонент.
- 1898 — у Тернополі створено українську державну гімназію імені Франца-Йосифа І.
- 1899, 14 травня — 1901 — збудовано Єзуїтський костел (тепер на цьому місці Тернопільська швейна фабрика).
- 1900 — населення становить 30 000 осіб.
- 1901—1903 — через Тернопіль зі Львова проходив головний шлях транспортування більшовицької пропагандистської газети «Іскра».
- 1901 — завершилось будівництво Єзуїтського костелу.
- 1903 — збудоване нове приміщення Тернопільського залізничного вокзалу.
- 1904 — створено філія українського товариства «Сокіл»[7]
- 1904 — завершено спорудження будівлі товариства «Міщанське братство» на добровільні пожертви українського населення. Тут проводилися Шевченківські урочини. Перед тернополянами читав свого «Мойсея» Іван Франко, лунав чарівний спів Соломії Крушельницької, Богдан Лепкий читав уривки з твору «Мазепа», працював театр Леся Курбаса і М. Бенцаля «Тернопільські театральні вечори».
- 1904—1908 — споруджено парафіяльний костел.
- 1905, 5 квітня — відбулося віче, на якому крім робітників, було понад 600 селян з трьох сусідніх повітів. На вічі виступав Іван Франко.
- 1905, 1 травня — на багатьох підприємствах міста, у майстернях, на залізниці припинилася робота.
- 1906, 30 червня — засновано «Товариство святої Зити», яке опікувалося слугами, дбало про їх мораль та захист прав.
- 1906 — у Тернополі створено другу польську гімназію.
- 1908 — вперше надруковано карту міста тернопільським книгарем Альфредом Брюгером.
- 1908 — почав діяти міжміський телефонний зв'язок.
- 1909 — серпень — на міському стадіоні відбувся офіційно перший футбольний матч між командами «Поділля» і «Креси».
- 1910 — в місті застрайкували робітники харчових підприємств і добилися скорочення робочого дня та підвищення заробітку.
- 1910 — сім'єю Шидловських збудовано і відкрито кінотеатр «Поділля» (тепер «Перемога»).
- 1911, 18 червня — відбулося випробування літального апарата, сконструйованого Броніславом Словінським.

## Перша світова війна
- 1914 — серпень — у місто ввійшли війська царської Росії.
- 1914 — серпень-вересень — Тернопіль стає губернським та повітовим містом.
- 1917 — 30 березня — командування Південно-Західного фронту, щоб запобігти розвиткові революційних дій в армії та серед населення, визнає буржуазний Тимчасовий уряд і створює в Тернополі Тимчасовий виконавчий комітет.
- 1917 — 1 травня — під керівництвом армійського комітету 11-армії (голова-М.Криленко) на центральній площі міста відбувся багатотисячний мітинг.
- 1917 — 11 липня — російські війська покинули місто і ввійшли німецькі.

## Період ЗУНР
- 1918 — місто увійшло до складу новопроголошеної української держави — ЗУНР
- 1918, 13 листопада — утворена Тернопільська окружна військова команда
- 1918, 21 листопада 1919 − 2 січня — Тернопіль тимчасово стає столичним містом ЗУНР.
- 1919 — лютий — серед солдатів Тернопільського гарнізону почалися заворушення.
- 1919, 2 січня — Державний секретаріат (уряд ЗУНР) переїжджає з Тернополя до Станиславова.
- 1919, лютий — у місті було випущено тернопільські гроші «Бони» вартістю дві і десять гривень.
- 1919, 1 червня — місто захопили польські військовики
- 1919, 15 червня — місто зільнене вояками 3-го корпусу УГА під час Чортківської офензиви

## У складі Польщі, ГСРР
- 1919, 21 листопада — Тернопіль залишається у складі Польщі, тимчасово на правах Територіальної автономії.
- 1920, липень—серпень — Тернопіль був столицею Галицької Соціалістичної Радянської Республіки.
- 1920, 26 липня — прославлена 8-ма кавалерійська дивізія Червоного козацтва під командуванням залізного лицаря В. М. Примакова визволила Тернопіль.
- 1920, 15 серпня — в Тернополі почав працювати перший у Галичині Український радянський драматичний театр, яким керували актори І. Демчук і М. Крушельницький.

## Після воєн
- 1921, 18 березня — 1939, 14 березня[джерело?] — місто входить до складу Польської держави.
- 1921, вересень — польською владою створене Тернопільське воєводство, у склад якого входить 17 повітів.
- 1921, осінь — замах боївкарів УВО на тернопільського воєводу, замінування староства[8]
- 1922 — бойкот тернополянами-українцями виборів до Сейму[8]
- 1922, 10 вересня (неділя) — відбулися перші за часів польської окупації Галичини[9] політичні збори українців у Тернополі, скликані повітовою організацією трудової партії; відкрив та проводив Ілярій Брикович[10]
- 1925 — Тернопіль був невеликим безладно забудованим торговим містом, яке «прикрашали» сіра триповерхова в'язниця, що стояла в центрі, та три церкви і три костьоли. На вузеньких брудних вуличках тулилися одно- та двоповерхові будиночки;на кожному кроці зустрічалися вивіски дрібних крамничок, шинків, кравецьких, столярних майстерень. Із 45 000 жителів одну третину складали польські урядники, офіцери, торговці, підприємці, службовці і маклери, які займали найкращі помешкання в центрі міста. Напівпідвальні приміщення та околичні халупи були заселені трудовим людом. Лише третина житлових будинків мала електроосвітлення, а водогін був підключений до 68 будинків багатіїв та високопоставлених урядовців. Найбільшими підприємствами були м'ясокомбінат, цигаркова фабрика, друкарня, електростанція, пивний та цукровий заводи. З 12 міських шкіл у десяти навчання проводилось польською, а в решті двох основні предмети читалися польською мовою, другорядні — українською. У міській лікарні працювало лише сім лікарів та десять медичних сестер. Лікування обходилось дуже дорого: за добу перебування в лікарні треба було платити від 5 до 8 злотих, а за операцію — 200—300 злотих, не існувало жіночої та дитячої консультацій.
- 1925, 28—29 червня — у місті відбувся вальний з'їзд польського Товариства народної школи[11]
- 1925 — грудень — село Загребелля офіційно приєднали до Тернополя.
- 1927, 15 травня — відбулися скликані УНДО збори вибрців-українців, вирішено створити виборчий комітет з 35 осіб[12]
- 1927, 6 липня — екзекутива українського виборчого комітету уклала письменний виборчий договір, за яким поляки мали одержати 19 радних і 10 заступників, євреї — 19 радних і 9 заступників, українці — 10 радних і 5 заступників у міській раді; в управі міста поляки мають мати місце бурмістра і одного асесора, євреї — віце-бурмістра і одного асесора, українці — першого (урядуючого) асесора і делегата, якого місто висилає до повітової шкільної ради[12]
- 1927, 7 липня — на зборах виборців-українців висунуто кандидатів на виборах з ІІІ-го і IV виборчого кіл[12]
- 1929 — застрайкували будівельники і кравці
- 1930 — за офіційними даними в місті налічувалось 1476 безробітних.
- 1930 — масовий мітинг протесту проти безробіття, зниження зарплати та обмеження прав трудящих. Демонстрація безробітних пройшла вулицями міста.
- 1930 — археологи розкопали в Тернополі могильник так званої висоцької культури(VIII—V ст. до н. е.), що відноситься до скіфо-сарматської епохи.
- 1930 — засновано музично-драматичний театр імені Т. Г. Шевченка.
- 1936 — травень-масова демонстрація жителів міста, де вони вимагали роботи, хліба, звільнення всіх політичних в'язнів, гнівно засуджували поліцейське свавілля.
- 1937 — за офіційними даними в місті налічувалось 7 000 безробітних.
- 1938, 18 жовтня — відбулось розширене засідання чільних діячів товариства «Великого Лугу» під керівництвом Романа Дашкевича[13]

## Більшовицький період
- 1939, вересень — Тернопіль увійшов до складу України; 4 грудня утворено Тернопільську область, центром якої стає Тернопіль.
- 1939 — будівлю «Міщанського братства» передали для потреб філармонії.
- 1940 — на зміну повітам приходять 38 районів.

## Нацистський період
- 1941–1944 — місто перебуває під окупацією нацистської Німеччини, будучи окружним центром дистрикту Галичина Генерального губернаторства.
- 1944, 11 березня — радянські війська штурмували Тернопіль.
- 1944, березень — квітень — місто зазнало масштабних руйнувань під час боїв ІІ Світової війни, 85% будівель лежало в руїнах. Не тільки проїхати, а й пройти вулицями було неможливо, особливо центром.

## Радянський період
- 1944–1991 — Тернопіль у складі УРСР.
- 1947 — розпочав роботу Тернопільський аеропорт.
- 1950 — перебудовано кінотеатр «Перемога». Він був найкращий у місті з 505 місцями, просторим фоє, читальним залом, естрадою. На 55-ту річницю адміністрація кінотеатру провела акцію: кожен 55-й глядач дивився фільм безкоштовно.
- 1951 — закладення парку культури та відпочинку імені Тараса Шевченка (біля ставу).
- 1954 — зруйнували Парафіяльний костел.
- 1954 — реставрація церкви «Воздвиження Чесного Христа» (Надставної).
- 1955 — у третьому кварталі року Тернопіль став найкращим у республіці по благоустрою.
- 1957 — справив новосілля Тернопільський обласний музично-драматичний театр імені Т. Г. Шевченка.
- 1957 — розроблено проект на відбудову Замку і перетворення під спортивну школу.
- 1957 — на місці старої синагоги, на вулиці Ю.Опільського, збудовано корпус медичної академії (перший вищий навчальний заклад у місті).
- 1958 — відкрито «Кооперативний технікум» на вулиці Руській, 17.
- 1959 — на місці Парафіяльного костелу побудовано центральний універмаг.
- 1959 — 5 листопада — був введений в експлуатацію Тернопільський завод штучних шкір «Вінітекс». Проектна потужність підприємства 500 тисяч квадратних метрів штучної шкіри для галантерейних виробів була досягнута в 1962 році. Кожен наступний рік обсяги виробництва зростали, освоювались нові види штучних шкір, плівкових матеріалів, ПВХ лінолеуму.
- 1959 — реставрація Собору Непорочного Зачаття Пресвятої Діви Марії.
- 1959 — побудовано 19-ти метровий обеліск Перемоги.
- 1962 — 18 липня — «Монастирська церква Успіння Пресвятої Богородиці» зруйнована.
- 1962 — грудень — Тернопіль отримує статус обласного і районного центру.
- 1962 — відкрито ЗАТ «Тернопільський Завод Залізобетонних і бетонних Конструкцій».
- 1964 — на заводі штучних шкір «Вінітекс» освоєно і випущено 184000 кв м плівкових матеріалів.
- 1965 — на водах озера вперше з'явились катери. Їх було декілька і кожен вміщав 35 чоловік.
- 1967 — на заводі штучних шкір «Вінітекс» освоєно випуск штучної шкіри рулонної для взуття.
- 1968 — відкрито Тернопільський бавовняний комбінат.
- 1969 — реконструювали аеровокзал.
- 1969 — побудовано котельню на вулиці Л. Українки, яка опалює цілий масив «Східний».
- 1970 — відкрито Тернопільський державний економічний університет.
- 1971 — відкрито ВО «Ватра»(на базі заводу «Електроарматура»).
- 1972 — встановлено монумент з літаком на теперішньому пр-ті Степана Бандери.
- 1972 — на заводі штучних шкір «Вінітекс» освоєно випуск штучної шкіри «Тікрон» для галантерейних виробів.
- 1973 — квітень — вийшли перші самохідні комбайни КС-6 і причіпні гичкозбиральні-БМ-6, оснащені складною електронною системою автоматичного контролю і сигналізації, гідравлічною системою автоматичного керування рухом по рядах. Технічні служби, раціоналізатори заводу розробили і впровадили у виробництво 1 100 прогресивних конструкцій штампів, 480 збірно-зварювальних пристосувань і кантувачів, 800 пристосувань по механічній обробці і монтажу.
- 1974 — Тернопільський комбайн КС-6 став найкращим у СРСР. Комбайн відзначений 4-ма золотими і бронзовою медалями на міжнародних ярмарках у Лецпцизі, Брно та Будапешті.
- 1975 — 1 листопада — відкриття тролейбусного парку.
- 1975 — грудень — на тернопільські вулиці вийшли перші тролейбуси. Рух починали 20 машин «Skoda 9Tr».
- 1975–1977 — на заводі штучних шкір «Вінітекс» освоєно випуск вінілштучшкіри «Галичанка» для футлярних матеріалів.
- 1976 — невдовзі після Пасхи зруйновано могили Українських Січових Стрільців[14]
- 1976 — тернополяни купили 4 500 телевізорів, 8 000 радіоприймачів і програвачів, 3 600 холодильників, 2 200 пральних машин, на 1,5 мільйона карбованців книг.
- 1976 — надійшли з Чехословаччини ще 15 нових тролейбусів «Skoda 9Tr». У місті діяло чотири тролейбусні маршрути.
- 1977 — завершено спорудження Палацу Культури «Березіль» на 1200 місць. Цього ж року побудовано 90 тисяч квадратних метрів житла, відкрито на 600 місць дитячі дошкільні установи, 8 магазинів, 3 підприємства громадського харчування, посаджено 11 000 дерев, 10 000 кущів троянд.
- 1978 — тернопільський тролейбусний парк поповнився ще 15 «Skoda 9Tr».
- 1978 — на заводі штучних шкір «Вінітекс» освоєно випуск вінілштучшкіри «Юпітер» для футлярів телерадіоапаратури.
- 1979 — на кожного жителя припадало 50 м² зелених насаджень.
- 1979 — у місті працювало 6 лікарень, 28 лікарсько-фельдшерських пунктів, п'ять поліклінік. На варті здоров'я городян — 3700 лікарів та працівників із середньою медичною освітою. За післявоєнні роки до цього року у місті побудовано 17 шкіл, де навчаються близько 17 000 учнів і 1 300 вчителів. Працювало 6 спортивних шкіл, 2 музичні і художні школи, в них навчалось понад 3,5 тисяч дітей.
- 1979–1980 — на заводі штучних шкір «Вінітекс» освоєно випуск віскозних та синтетичних основ.
- 1979 — закладено «Парк імені Ленінського комсомолу», тепер парк «Національного Відродження».
- 1980 — запуск нових ліній на масиві «Сонячний» (маршрути № 4,5). Надійшло ще 15 тролейбусів з Чехословаччини (3-дверні).
- 1980-ті — на Тернопільському ставі спостерігалось велике «цвітіння» ставу. Це було зумовлено розмноженням багатьох одноклітинних водоростей, для яких сприятливі умови — це перепад температури. Наприклад, вдень тепло, а ввечері — холодно. Таке явище є щороку, влітку. Триває воно приблизно 2 тижні.
- 1980 — побудовано Тернопільський обласний будинок дитини.
- 1980 — до дня Московської олімпіади збільшився Тернопіль. У місті почався будівельний бум, завдяки йому з'явились масиви «Аляска», «Сонячний», «Східний»(останні два лише добудували).
- 1980–1985 — на масивах «Сонячний» і «Дружба» побудували два 16-ти поверхові будинки.
- 1981–1982 — надійшли ще 20 нових тролейбусів «Skoda9tr».
- 1984 — до Тернополя надійшла перша партія чеських тролейбусів «Skoda14tr» (№ 86-95). Ці машини були обладнані новітньою в ці часи тристоронньо-імпульсною системою управління, яка робила плавний хід тролейбуса, а також збільшувала його швидкість.
- 1986 — відкрито «Співоче поле» в парку «Національного Відродження».
- 1989 — надійшли останні 3 нові тролейбуси (№ 113-115). Наступні 15 років до Тернополя з Чехії надходили лише машини «секонд-хенд».
- 1990 — оголошено конкурс на новий герб міста Тернополя.
- 1990 — демонтовано пам'ятник В. І. Леніну (вдруге в Україні і вперше в області).

## Період Незалежної України
- 1991, 24 серпня — Тернопіль у складі незалежної держави Україна.
- 1992 — прийнято теперішній герб міста.
- 1992 — Тернопіль став другим містом в Україні після Дніпропетровська (нині Дніпро), де з'явилися тролейбуси ЮМЗ Т-1 («гармошки») вітчизняного виробництва.
- 1992, жовтень — з табличками «Випробування» тролейбуси із номерами 116 і 117, вийшли на маршрут № 2 (вул. Миру — масив «Східний»).
- 1992, грудень — в місті з'явилося ще два ЮМЗ Т-1 118 і 119. Для дніпропетровських тролейбусів був організований окремий маршрут № 10а, який був кільцевим.
- 2008, 18 жовтня — урочиста консекрація костелу Божого милосердя і Матері Божої Неустанної Помочі.
- 2013, 9 грудня — понад 100 мітингувальників зібрались під стінами Тернопільського міськрайонного суду на знак протесту проти переслідування владою активістів Тернопільського Євромайдану Володимира Стаюри, Марії Чашки, Марії Баб'юк (суддя Олег Холява переніс засідання на 10 грудня).[15]
- 2015 — до Дня міста (28 серпня) реконструйовано частину набережної Тернопільського ставу.[16]
- 2016, 15 квітня — встановили перше «сонячне дерево».[17]